# Ashurst (Hampshire)
Pour les articles homonymes, voir Ashurst.

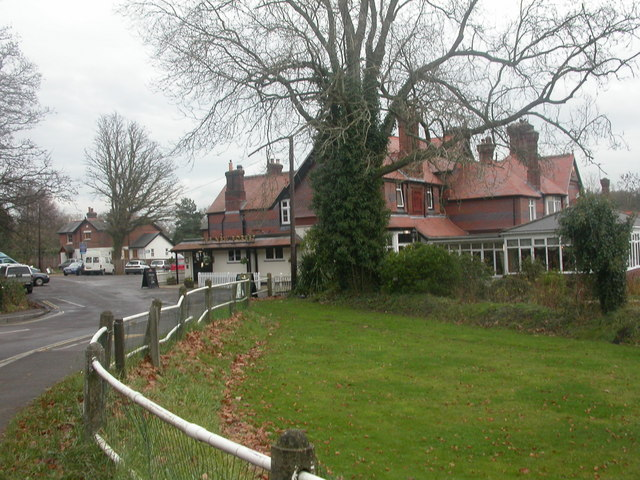
Pub à Ashurst.

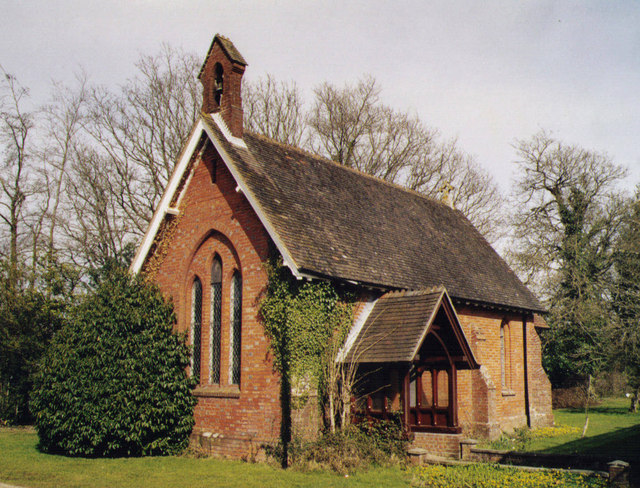
Ancienne chapelle.

Ashurst est un village du district de New Forest dans le Hampshire, en Angleterre. Avec le hameau de Colbury, il fait partie de la paroisse  Ashurst et Colbury .

## Géographie
Ashurst se trouve sur la route A35 près de l'agglomération de Southampton. Selon le recensement de 2001, la paroisse comptait 2 011 habitants, contre 2 093 au Recensement de 2011.
La paroisse est située à la limite de la zone du New Forest National Park. Le village possède un camping, des magasins et une gare ferroviaire Ashurst-New Forest. La paroisse est délimitée à l'ouest par la paroisse de Netley Marsh et la Bartley Water, au nord par la route A326 et Totton and Eling, et au sud par Denny Lodge, paroisse de la New Forest.
Ashurst est proche de la ville de Southampton. Le village est souvent considéré comme une banlieue de la ville, dont une grande partie de la population est constituée de navetteurs.

## Tavernes
Ashurst héberge trois pubs « The Happy Cheese », « The Forest Inn » et « The New Forest Hotel ».
Un pub nommé « The Angry Cheese » était situé en face de « The Happy Cheese », de l’autre côté de la route. Il est devenu un salon de coiffure et fut finalement démoli pour faire place à de nouvelles maisons. Le « Happy Cheese » original était un petit hôtel-restaurant appartenant à Micheal Leonard. Il a brûlé en 1980 et a été reconstruit avec le pub « Happy Cheese » plusieurs années plus tard.
En juin 2010, « The Forest Inn » a fermé ses portes après la liquidation de l'entreprise. Cependant, il a rouvert le 12 novembre 2010 avec une nouvelle direction à la suite d'une rénovation totale.

## Commerces et Commodités
Cinq restaurants se tiennent le long de la route principale qui traverse Ashurst. Leurs spécialités concernent les plats à emporter chinois et anglais pour « The Jumbo House », le restaurant à base de poissons au « Little Friar », le « Herb Pot Bistro » (servant de nombreuses cuisines), le restaurant indien et bangladais « Asha » et le « Lite Bites », un sandwich-bar.
Un vétérinaire, un tapissier, un bureau de poste, un marchand de journaux, deux salons de coiffure, un magasin d'accessoires pour voitures et un concessionnaire automobile complètent les services locaux.
Un magasin d'alimentation « Welcome », fait partie de la chaîne coopérative, il est situé le long de la route principale, vers Colbury.

## Enseignement
Il existe deux écoles à Ashurst, Foxhills Infant School et Foxhills Junior School.
Foxhills Infant School enseigne aux élèves âgés de quatre à sept ans et, en mai 2011, 210 élèves au total étaient inscrits. Elle partage ses bases avec la Foxhills Junior School où de nombreux élèves de l’école maternelle progressent.
La Junior School a ouvert ses portes en septembre 1977, lorsque les bâtiments et les installations de la Junior School, créée il y a dix ans, ont été considérablement agrandis et étendus pour répondre aux besoins des 8-12 ans. En 1993, l'école primaire est devenue une école pour enfants de 7 à 11 ans. L'école comptait environ 332 enfants en septembre 2010 et le chef d'établissement d'alors est Andrew Shore. La majorité des élèves viennent de la Foxhills Infants School, de l'Eling Infants School ou de l'Hazelwood First School.
Les deux écoles bénéficient d'un site de 16 acres avec de grandes aires de jeux et de nombreuses ressources, y compris une réserve naturelle de 6 acres avec un étang. La réserve, au cours des dernières années, a bénéficié d'une subvention de 22 000 livres du Fonds du patrimoine du millénaire, qui a permis de construire des pistes et des voies d'accès utilisables toute l'année. Toute la zone de l’école est protégée par la vidéo surveillance et une compagnie de patrouille privée.
L'école maternelle d'Ashurst se trouve sur le même site.

## Transports
Ashurst est bien desservie par les liaisons de transport, la plus importante étant la gare ferroviaire d’Ashurst-New Forest en gare d’Ashurst, gérée par South West Trains. La ligne va de Londres-Waterloo à Weymouth. Ashurst est également sur la ligne de bus Bluestar 6 (elle a remplacé récemment la route 56 / 56A du Wilts et du Dorset) qui relie Lymington à Southampton.

## Personnalités locales
- Millvina Dean, la dernière survivante du naufrage du RMS Titanic, vivait à Ashurst au moment de sa mort en mai 2009, à l'âge de 97 ans[4].